# Dunkler Samenkäfer

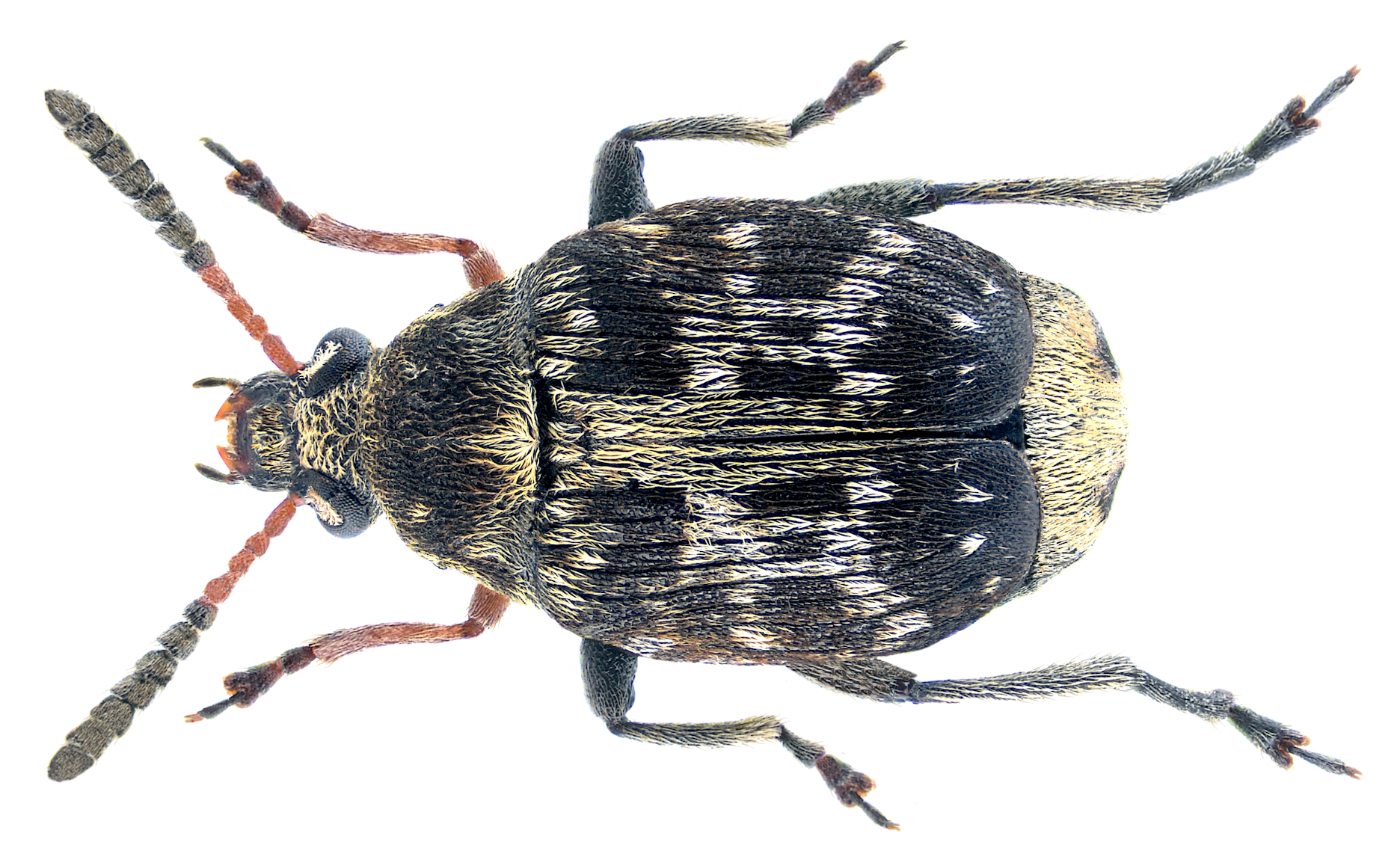
Bruchus affinis ♀

Bruchus affinis, auch als Dunkler Samenkäfer bezeichnet, ist eine Art aus der Unterfamilie der Samenkäfer (Bruchinae). Die Art wurde 1799 von Alois von Frölich beschrieben.

## Taxonomie
Bruchus affinis wird innerhalb der Gattung Bruchus der viciae-Artengruppe zugerechnet.

## Merkmale
Die Käfer sind 3–5 mm lang. Sie sind überwiegend graubraun bis schwarz gefärbt. Der Halsschild ist stark grau und gelblich behaart. Lediglich die Scheibe ist schwächer behaart. Der Seitenzahn des Halsschilds ist weit nach vorne gerückt. Die Elytren weisen eine dichte graue Behaarung mit einer schwarzen Zeichnung auf. Im vorderen Drittel befindet sich ein schwarzer Fleck im Bereich des 3., 4. und 5. Zwischenraums. In der Mitte befindet sich eine dunkle Querbinde, die nur auf dem 2., 4. und 6. Zwischenraum durch eine helle Behaarung unterbrochen ist. Die basalen Fühlerglieder sind gelbrot gefärbt. Die Vorderbeine mit Ausnahme der Tarsen sind ebenfalls gelbrot gefärbt.

## Vorkommen
Die Käferart ist in der westlichen Paläarktis heimisch. Sie ist in Europa weit verbreitet. Im Süden Englands (London) wurde die Art 2022 erstmals nachgewiesen und scheint sich dort etabliert zu haben. Im Osten reicht das Vorkommen bis nach Zentralasien (Iran, Kirgisistan). In Nordamerika wurde die Art eingeschleppt.

## Lebensweise
Die Larven der Käferart entwickeln sich in Samen von Platterbsen (Lathyrus), darunter die Breitblättrige Platterbse, die Großblütige Platterbse, die Knollen-Platterbse, die Wiesen-Platterbse und die Wilde Platterbse. Die Larven bohren sich in die sich entwickelnden Sämlinge und ernähren sich von der Frucht. Die Verpuppung findet im Samen statt. Die adulten Käfer beobachtet man hauptsächlich von Ende April bis Ende August.

## Natürliche Feinde
Zu den natürlichen Feinden von Bruchus affinis zählt die Brackwespe Triaspis pallipes. Das Brackwespen-Weibchen legt ein Ei an der Wirtslarve im Samen ab. Die Parasitenlarve entwickelt sich neben der Wirtslarve und frisst diese in einem späteren Larvenstadium.